# Sở Văn vương
Sở Văn vương (chữ Hán: 楚文王, trị vì: 689 TCN-677 TCN hoặc 689 TCN-675 TCN), tên là Hùng Ti (熊貲), là vua thứ 21 của nước Sở - chư hầu nhà Chu trong lịch sử Trung Quốc.
Ông là con của Sở Vũ vương, vua thứ 20 nước Sở. Năm 690 TCN, Vũ vương trong lúc đánh Tùy thì mất giữa đường, Hùng Ti lên nối ngôi, tức là Sở Văn vương.

## Khuynh đảo chư hầu
Dưới thời Sở Văn vương, nước Sở đã thiên đô đến đất Dĩnh (nay thuộc Hồ Bắc). Từ đó nước Sở đóng đô tại đây qua nhiều đời vua. Sở Văn vương nối tiếp Sở Vũ vương bành trướng sang các nước chư hầu.
Năm 688 TCN, Sở Văn vương thông qua nước Đặng để đánh nước Thân. Ba vị quan của Đặng là Chuy Sanh (騅甥/骓甥), Đam Sanh (聃甥) và Dưỡng Sanh (養甥/养甥) đã thúc vua Đặng giết chết Văn Vương, tuy nhiên Đặng hầu không nghe.
Năm 684 TCN, Sái Ai hầu cùng Tức hầu đến nước Trần. Khi trở về, vợ vua nước Tức là Tức Qui đi qua nước Sái. Sái Ai hầu tỏ thái độ không đúng đắn. Tức Qui nói với Tức hầu khiến Tức hầu nổi giận, bèn nói với Sở Văn vương rằng hãy đánh nước Tức, nếu Sái đem quân cứu Tức, thì quân Sở có thể đánh được nước Sái. Sở Văn vương nghe theo. Quả nhiên Sái Ai hầu mang quân cứu nước Tức, không chống nổi quân Sở, liền bị Sở Văn vương bắt sống. Sở Văn vương giam Sái Ai hầu 9 năm (tới năm 675 TCN).
Năm 680 TCN, Sái Ai hầu căm giận, ông bèn tán tụng sắc đẹp của Tức Qui với Sở Văn vương. Sở Văn vương ham sắc Tức phu nhân, bèn mang quân đánh diệt nước Tức, lấy Tức Qui làm vợ.
Năm 678 TCN, Sở Văn Vương nhận thấy việc diệt Đặng sẽ tạo điều kiện cho Sở mở mang bờ cõi nên sau khi đánh Thân đã đem quân diệt luôn Đặng.
Sau đó, Sở Văn vương lấy cớ Trịnh Lệ công về nước đã lâu mà không tới triều kiến nước Sở, đem quân đánh Trịnh, Trịnh Lệ công phải giảng hoà, quân Sở mới rút lui.

## Ngọc bích họ Hòa
Nguyên dưới thời Sở Lệ vương, có người họ Hòa tìm được một viên ngọc ở trong núi đem dâng vua. Lệ Vương sai thợ ngọc xem, người thợ này cho là đá không phải là ngọc vua sai người chặt chân trái người họ Hòa.
Đến khi Vũ vương nối ngôi, người họ Hòa lại đem dâng ngọc và lại bị chặt nốt chân phải. Vì thế người ta đều cười và thương hại anh chàng họ Hòa này.
Đến khi Sở Văn vương lên ngôi, người họ Hòa ôm hòn ngọc, khóc ở chân núi Sở Sơn suốt ba ngày ba đêm đến chảy cả máu mắt ra. Vua thấy thế, sai người đến hỏi. Người họ Hòa thưa: Tôi khóc không phải là thương hai chân tôi bị chặt, chỉ thương về nỗi ngọc mà cho là đá, nói thật mà cho là nói dối. Vua liền cho người xem lại thật kỹ, thì quả nhiên là ngọc thật, mới đặt tên gọi là Ngọc bích họ Hòa và từ đó viên ngọc này được coi là quốc bảo của nước Sở.

## Qua đời
Năm 676 TCN, Sở Văn vương hội binh với nước Ba đánh nước Thân. Tướng Sở là Diêm Ngao trấn thủ đất Na (là đất mà Sở Vũ vương đã dời dân đất Quyền đến) từ thời Sở Vũ vương không gắng sức chống quân nước Ba, bị Sở Văn vương giết đi. Người trong họ Diêm Ngao bèn nổi dậy chống Sở. Cùng lúc, Sở Văn vương lại mang quân đánh phá nước Ba. Nước Ba bèn chống lại Sở, đánh chiếm đất Na.
Năm 675 TCN, Sở Văn vương đi đánh nước Ba, bị thua trận lớn. Khi Văn vương mang quân về nước, tướng trấn thủ là Dục Quyền không mở cửa cho ông vào, khuyên đi đánh nước Hoàng để lấy lại uy thế. Sở Văn vương nghe theo, mang quân đi, đánh thắng quân nước Hoàng ở Thác Lăng.
Sở Văn vương mang quân về nước, đi nửa đường đến đất Thu thì ốm nặng và qua đời. Dục Quyền dự táng Văn vương rồi tự sát vì đã xúc phạm ông.
Sở Văn vương làm vua được 15 năm. Con ông là Hùng Gian lên nối ngôi, tức là Sở Đổ Ngao.